# Ферула східна
Ферула східна (Ferula orientalis) — вид рослин з родини окружкових (Apiaceae), поширений у південно-східній Європі й західній Азії.

## Опис
Багаторічна рослина, 50–100 см заввишки. Стебла округлі, вгорі гіллясті, з майже кільчасто розташованими верхніми гілочками. Листки великі, багаторазово перисторозсічені, з вузько-лінійними гострими шорсткими кінцевими сегментами. Зонтики з 12–18 променями; верхні майже сидячі, бічні — зближені майже в кільця. Плід 10–12 мм довжиною. Листки 30–50 × 20–30 см.

## Поширення
Поширений у південно-східній Болгарії, південній Україні, Туреччині, західному Ірані, північному Іраку, Азербайджані.
В Україні вид зростає у степах, на солонцюватих місцях — у Степу на півдні, рідко (Запорізька, Херсонська, Миколаївська області); в Степовому Криму, часто.

## Охорона
Ferula orientalis охороняється в Європі і занесена до Додатку І Бернської конвенції (охоронна категорія: вид підлягає особливій охороні).